# إدارة سولولا
إدارة سولولا (بالإنجليزية: Sololá Department)‏  هي إدارات غواتيمالا، تتبع غواتيمالا، بلغ عدد سكانها 307661  نسمة، في 2003، عاصمتها سولولا، تبلغ مساحتها 1061 كيلومتر مربع.